# روبرت بولارد
روبرت بولارد (بالإنجليزية: Robert Pollard)‏ هو موسيقي ومغني ومغن مؤلف أمريكي، ولد في 31 أكتوبر 1957 في دايتون في الولايات المتحدة.

## وصلات خارجية
- الموقع الرسمي
- روبرت بولارد على موقع IMDb (الإنجليزية)
- روبرت بولارد على موقع ميوزك برينز (الإنجليزية)
- روبرت بولارد على موقع رولينغ ستون (الإنجليزية)
- روبرت بولارد على موقع أول ميوزيك (الإنجليزية)
- روبرت بولارد على موقع ديسكوغز (الإنجليزية)
- روبرت بولارد على موقع قاعدة بيانات الفيلم (الإنجليزية)